# Конца-делла-Кампанія
Конца-делла-Кампанія (італ. Conza della Campania) — муніципалітет в Італії, у регіоні Кампанія,  провінція Авелліно.
Конца-делла-Кампанія розташована на відстані близько 270 км на південний схід від Рима, 90 км на схід від Неаполя, 45 км на схід від Авелліно.
Населення — 1391 особа (2014).
Щорічний фестиваль відбувається 20 серпня. Покровитель — Sant'Erberto.

## Демографія
Населення за роками:

Станом на 1 січня 2023 року в муніципалітеті офіційно проживало 70 іноземців з 23 країн, серед них 11 громадян країн Євросоюзу та 3 громадяни України.

## Сусідні муніципалітети
- Андретта
- Кайрано
- Капозеле
- Кастельнуово-ді-Конца
- Морра-Де-Санктіс
- Пескопагано
- Сант'Андреа-ді-Конца
- Теора